# Betz (Oise)
Betz é uma comuna francesa na região administrativa de Altos da França, no departamento de Oise. Estende-se por uma área de 15,39 km². Em 2010 a comuna tinha 1 180 habitantes (densidade: 76,7 hab./km²).